# Gabriel Sargissian
Pour les articles homonymes, voir Sarkissian.
Gabriel Sargissian (arménien Գաբրիել Ազատի Սարգսյան, son nom est parfois transcrit comme Sarkisyan, Sarkissian ou Sarkissyan), né le 3 février 1983, est un joueur  d'échecs arménien, grand maître international depuis 2003.
Au 1er décembre 2015, Sargissian est le numéro 2 arménien et 43e joueur mondial avec un classement Elo de 2 702 qui constitue son record.

## Carrière

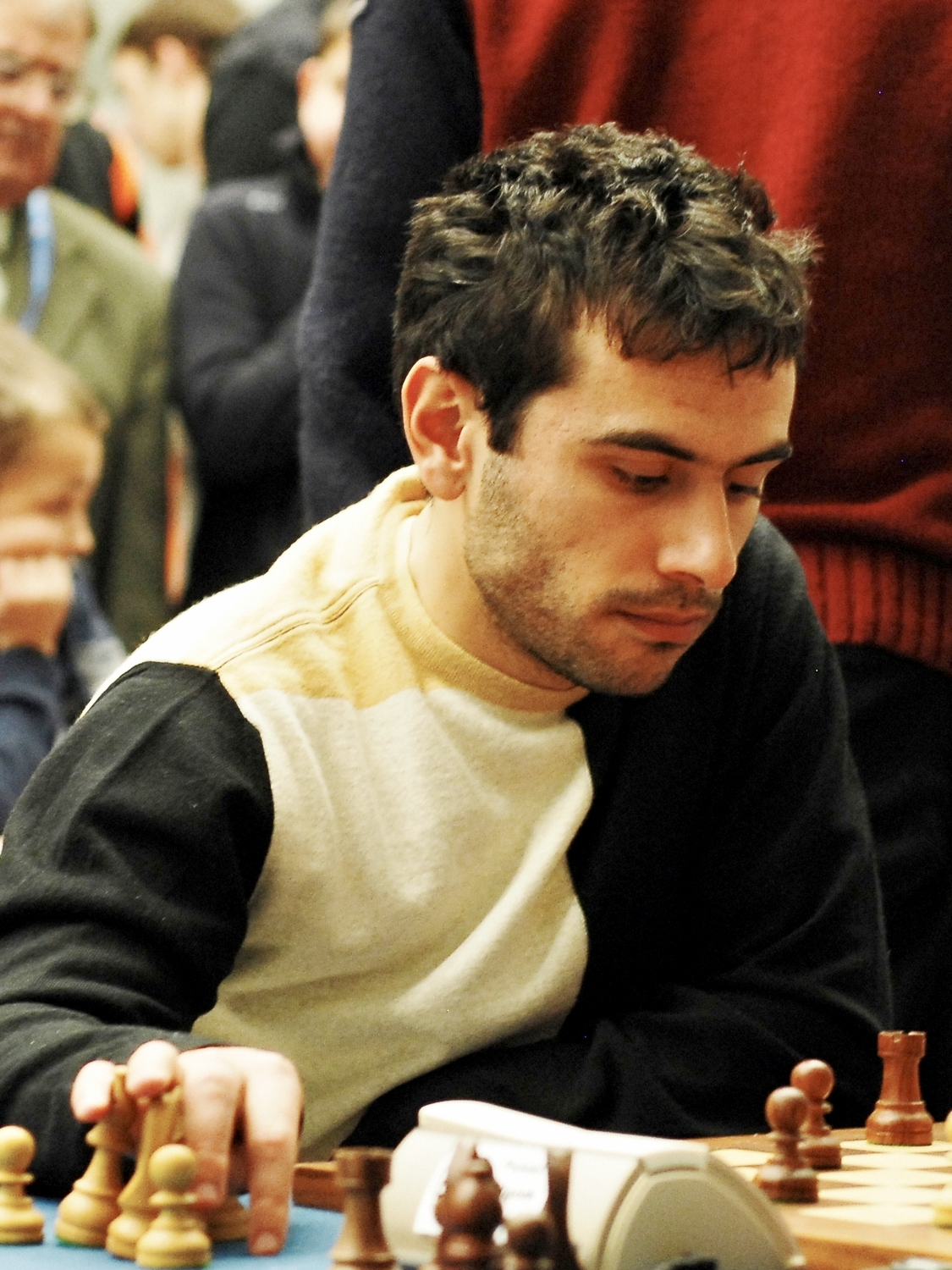
Gabriel Sargissian en 2012

Sargissian remporte le Championnat du monde d'échecs de la jeunesse des moins de 14 ans en 1996 et le Championnat d'Europe d'échecs de la jeunesse des moins de 16 ans en 1998. Il est champion national arménien en 2002 et 2003. En 2006, il remporte également les tournois open de Reykjavik et de Dubaï. 
En 2007, il gagne encore au festival Ruy López à Zafra en Espagne, finissant avec un score de 6,5/7, avec à la deuxième place des compétiteurs prestigieux tels que Ruslan Ponomariov, Krishnan Sasikiran ou Ivan Sokolov.

### Succès aux olympiades
Sargissian prend la première place à l'olympiade d'échecs de 2006 (avec Levon Aronian, Vladimir Akopian, Karen Asrian, Smbat Lputian et Artashes Minasian). 
En novembre 2008, l'équipe d'Arménie remporte de nouveau l'olympiade d'échecs. Sargissian s'adjugeant la médaille d'or au troisième échiquier et la meilleure performance Elo de tous les participants (2869).

### Championnats du monde et coupes du monde
Lors du Championnat du monde de la Fédération internationale des échecs 2004, il fut éliminé au premier tour par Sergei Tiviakov.
Lors de la Coupe du monde d'échecs 2009, il perdit au premier tour face au Chinois Li Chao.
Lors de la Coupe du monde d'échecs 2015, Sargissian bat Mateusz Bartel au premier tour, puis perd au deuxième tour contre Maxime Vachier-Lagrave.
Lors de la Coupe du monde d'échecs 2021, il fut exempté du premier tour grâce à son classement Elo, puis perdit au deuxième tour face à l'Indien Rameshbabu Praggnanandhaa.

## Parties remarquables
- Gabriel Sargissian - Étienne Bacrot, Ch monde (cadets) (-14) 1996, 1-0
- Gabriel Sargissian - Melikset Khachian, Panormo zt 1998, 1-0
- Igor Kournossov - Gabriel Sargissian, 6e ch d'Europe individuel 2005, 0-1
- Gabriel Sargissian - Marko Tratar, ch d'Europe des nations 2007, 1-0
- Ian Nepomniachtchi - Gabriel Sargissian, 6e open Aeroflot 2007,  0-1
- Martin Neubauer - Gabriel Sargissian, ch d'Europe des nations 2007, 0-1